# Кубок Естонії з футболу 2008—2009
Кубок Естонії з футболу 2008–2009 — 19-й розіграш кубкового футбольного турніру в Естонії. Титул вдруге поспіль здобула Флора.

## Календар
| Раунд        | Дата                        | Матчі | Клуби   |
| ------------ | --------------------------- | ----- | ------- |
| Перший раунд | 22 липня - 6 серпня 2008    | 20    | 84 → 64 |
| 1/32 фіналу  | 5-27 серпня 2008            | 32    | 64 → 32 |
| 1/16 фіналу  | 2-17 вересня 2008           | 16    | 32 → 16 |
| 1/8 фіналу   | 23 вересня - 26 жовтня 2008 | 8     | 16 → 8  |
| 1/4 фіналу   | 14-15 квітня 2009           | 4     | 8 → 4   |
| 1/2 фіналу   | 28-29 квітня 2009           | 2     | 4 → 2   |
| Фінал        | 12 травня 2009              | 1     | 2 → 1   |

## 1/16 фіналу
| Команда 1                | Рахунок | Команда 2                 |
| ------------------------ | ------- | ------------------------- |
| 2 вересня 2008           |         |                           |
| Варріор (Валга) (2)      | 1:4     | Мааг Таммека              |
| 3 вересня 2008           |         |                           |
| Ківіилі Тамме Авто (2)   | 1:8     | Флора                     |
| Левадія                  | 12:0    | Естеве (Маарду) (4)       |
| Вапрус (Пярну)           | -:+*    | Ганвікс (Тюрі) (3)        |
| Калев (Таллінн)          | 4:0     | Аякс Ласнамяе (2)         |
| ХаСерв (Тарту) (5)       | 0:4     | Калев (Сілламяе)          |
| Пірая (Таллінн) (4)      | 0:3     | Орбіт (Йихві) (3)         |
| 4 вересня 2008           |         |                           |
| Пайде (2)                | 1:5     | Тулевик (Вільянді)        |
| 6 вересня 2008           |         |                           |
| Мааг Таммека-2 (2)       | 0:1     | Нимме Калью               |
| 9 вересня 2008           |         |                           |
| Транс (Нарва)            | 4:2     | Лоотус (Кохтла-Ярве) (3)  |
| Елва (3)                 | 3:10    | Тоомпеа (4)               |
| Анжі (Таллінн) (3)       | 1:3 дч  | Лоотос (Пилва) (4)        |
| Тулевик-2 (Вільянді) (3) | 8:1     | Дагопласт (Еммасте) (5)   |
| 11 вересня 2008          |         |                           |
| Курессааре               | 1:0 дч  | Алко (Кохтла-Ярве) (3)    |
| 17 вересня 2008          |         |                           |
| Елва-2 (4)               | 2:0     | Юлікоол Фауна (Тарту) (4) |
| Нимме Калью-2 (3)        | 4:1     | ГЮЙК (Еммасте) (3)        |

* - було присуджено технічну поразку через участь у матчі незаявленого гравця. Матч закінчився з перемогою господарів 9-0.

## 1/8 фіналу
| Команда 1                | Рахунок | Команда 2         |
| ------------------------ | ------- | ----------------- |
| 23 вересня 2008          |         |                   |
| Тулевик (Вільянді)       | 1:2     | Нимме Калью       |
| 24 вересня 2008          |         |                   |
| Тулевик-2 (Вільянді) (3) | 0:10    | Левадія           |
| Лоотос (Пилва) (4)       | 0:2     | Мааг Таммека      |
| 1 жовтня 2008            |         |                   |
| Елва-2 (4)               | 2:3 дч  | Нимме Калью-2 (3) |
| 8 жовтня 2008            |         |                   |
| Орбіт (Йихві) (3)        | 1:3     | Флора             |
| 11 жовтня 2008           |         |                   |
| Калев (Сілламяе)         | 3:1     | Курессааре        |
| Калев (Таллінн)          | 0:2     | Транс (Нарва)     |
| 26 жовтня 2008           |         |                   |
| Ганвікс (Тюрі) (3)       | 2:0     | Тоомпеа (4)       |

## 1/4 фіналу
| Команда 1          | Рахунок | Команда 2         |
| ------------------ | ------- | ----------------- |
| 14 квітня 2009     |         |                   |
| Транс (Нарва)      | 3:1     | Левадія           |
| 15 квітня 2009     |         |                   |
| Ганвікс (Тюрі) (3) | 1:4     | Нимме Калью       |
| Таммека            | 0:3     | Калев (Сілламяе)  |
| Флора              | 4:0     | Нимме Калью-2 (3) |

## 1/2 фіналу
| Команда 1        | Рахунок      | Команда 2   |
| ---------------- | ------------ | ----------- |
| 28 квітня 2009   |              |             |
| Транс (Нарва)    | 0:3          | Флора       |
| 29 квітня 2009   |              |             |
| Калев (Сілламяе) | 0:0 пен. 2:3 | Нимме Калью |

## Фінал
| 12 травня 2009 18:45 (EEST) |

| Флора | 0:0 | Нимме Калью |
| ----- | --- | ----------- |
|       |     |             |

| Кадріорг, Таллінн Глядачів: 2 000 Арбітр: Крісто Тогвер |

|                                              |     | Пенальті                                     |  |
| Заховайко · Касімір · Вунк · Ванна · Дупіков | 4:3 | Смирнов · Ришкевич · Піментел · Гурт · Нунеш |  |